# Kodjo Amétépé
Kodjo Amétépé (Lomé, 18 de dezembro de 1986) é um futebolista profissional togolês que atua como meia.

## Carreira
Kodjo Amétépé representou o elenco da Seleção Togolesa de Futebol no Campeonato Africano das Nações de 2013.